# 塞尼·马尤卢
塞尼·马尤卢（法語：Senny Mayulu；2006年5月17日—），法国职业足球运动员，司职中场，效力于法甲俱乐部巴黎圣日耳曼。

## 早年经历
马尤卢出生于法国勒布朗梅尼勒，拥有刚果血统。他的足球生涯始于圣但尼体育学院体育学院（Academie Saint-Denis Sports），之后转会至塞纳河畔埃皮奈足球学院（Académie de Football d'Épinay-sur-Seine），2020年加盟巴黎圣日耳曼足球学院。2021年6月25日，他与巴黎圣日耳曼青训队签署三年合同。

## 俱乐部生涯

### 巴黎圣日耳曼

#### 2023/24赛季
2023年10月25日，马尤卢代表巴黎青训队参加歐洲青年聯賽，在对阵AC米兰U19队的比赛攻入绝杀球，1比0拿下比赛；《巴黎人报》称这枚进球“非凡”。同年11月14日，马尤卢获巴黎一线队主教练路易斯·恩里克征召，首次与一线队球员共同训练。2023年12月，《队报》称马尤卢是巴黎圣日耳曼青训学院中“最有前途”的学员。
2024年1月7日，马尤卢首次代表大巴黎成年队出战，在9比0大胜勒韦勒人体育联合的法國盃64强比赛中替补登场。时隔五天，大巴黎宣布马尤卢与伊森·姆巴佩、瓦朗·扎伊尔-埃梅里作为“精英小组”纳入一线队。2025年1月20日，法国杯32强比赛，大巴黎4比1大胜奧爾良，马尤卢在比赛中远距离吊射破门，打入巴黎生涯首球。3月18日，首次参加法甲比赛，在6比2大胜蒙彼利埃的比赛中替补出场。4月6日，在对阵克莱蒙的比赛首次在一线队首发，在比赛中破门，但该球被視頻助理裁判判定攻方犯规，进球无效。4月24日，在对阵洛里昂的比赛中第二次首发，期间献上生涯第一次助攻，帮助奥斯曼·登贝莱首开大门，最终4比1战胜对手。5月20日，与巴黎签订职业生涯第一份合同，合同至2027年6月30日届满。

#### 2024/25赛季
2024年10月19日，在4比2战胜斯特拉斯堡的法甲比赛中，马尤卢攻入法甲生涯处子球。2025年2月19日，在7比0大胜布雷斯特的欧冠附加赛中攻入个人欧战首球。
2025年5月31日，巴黎5比0大胜国际米兰的欧冠决赛中，马尤卢替补上场两分钟便拿下一球，成为在欧战决赛中进球的最年轻法国球员，也是在欧冠决赛进球球员中第三年轻的一位，排在他前面的是帕特里克·克鲁伊维特和布莱恩·基德。

## 国家队生涯
马尤卢曾效力于法国青年国家队，2023年代表法国U18队参加利摩日锦标赛，夺得比赛冠军。

## 个人生活
马尤卢的哥哥法利也是职业足球运动员。

## 生涯统计
最後更新：2025年5月31日
| 球队         | 赛季     | 联赛     | 联赛 | 联赛 | 杯赛 | 杯赛 | 欧战 | 欧战 | 其他 | 其他 | 总计 | 总计 |
| 球队         | 赛季     | 组别     | 出场 | 进球 | 出场 | 进球 | 出场 | 进球 | 出场 | 进球 | 出场 | 进球 |
| ------------ | -------- | -------- | ---- | ---- | ---- | ---- | ---- | ---- | ---- | ---- | ---- | ---- |
| 巴黎圣日耳曼 | 2023–24  | 法甲     | 8    | 0    | 2    | 1    | 0    | 0    | 0    | 0    | 10   | 1    |
| 巴黎圣日耳曼 | 2024–25  | 法甲     | 20   | 2    | 4    | 1    | 4    | 2    | 1    | 0    | 29   | 5    |
| 生涯总计     | 生涯总计 | 生涯总计 | 28   | 2    | 6    | 2    | 4    | 2    | 1    | 0    | 39   | 6    |

1. ↑  欧洲冠军联赛出场次数
2. ↑  法國超級盃出场次数

## 荣誉记录
巴黎圣日耳曼U19
- 法国U19全国联赛（英语：Championnat National U19）冠军：2023–24[22]；亚军：2022–23[23]、

巴黎圣日耳曼
- 法国足球甲级联赛冠军：2023–24[24]、2024–25[25]
- 法國盃冠军：2023–24（英语：2023–24 Coupe de France）[26]、2024–25（英语：2024–25 Coupe de France）[27]
- 法國超級盃冠军：2024（英语：2024 Trophée des Champions）[28]
- 欧洲冠军联赛冠军：2024–25[29]

法国U18
- 利摩日锦标赛（英语：Lafarge Foot Avenir）冠军：2023[20]

个人
- 少年金球奖（英语：Titi d'Or）：2023[30]